# Radimir Čačić
Radimir Čačić (ur. 11 maja 1949 w Zagrzebiu) – chorwacki polityk i przedsiębiorca, wicepremier, minister i parlamentarzysta, były lider Chorwackiej Partii Ludowej (HNS).

## Życiorys
Ukończył w 1973 studia z zakresu architektury na Uniwersytecie w Zagrzebiu. Później kształcił się na kursach podyplomowych na Harvard University. Pracował początkowo w stołecznym przedsiębiorstwie, później został zatrudniony w kompanii przemysłowej Zagorje w Varaždinie. W 1978 współtworzył firmę konstrukcyjną Coning, której do 2000 był m.in. większościowym właścicielem i pełnił funkcje zarządcze. W 1989 Jugosłowiańska Izba Handlowa wyróżniła go tytułem menedżera roku. W tym samym roku po wprowadzeniu przepisów prywatyzacyjnych Radimir Čačić nabył udziały w swoim dawnym przedsiębiorstwie Zagorje, później doprowadzając do połączenia obu firm.
Na przełomie lat 80. i 90. zaangażował się w działalność polityczną, bez powodzenia ubiegał się o mandat poselski z ramienia Koalicji Zgody Ludowej. Rozbudowywał w tym czasie swoje przedsiębiorstwo, które jednakże zaliczyło nieudaną inwestycję w Izraelu. Wkrótce Coning został przekształcony w holding i przemianowany na Ingprojekt, przy czym procesy transformacyjne były badane w postępowaniu sądowym. Zajmował się także działalnością akademicką, był jednym z założycieli linii lotniczych Croatia Airlines.
W 1993 został wiceprezesem Chorwackiej Partii Ludowej, rok później zastąpił Savkę Dabčević-Kučar na czele tej partii, którą kierował przez sześć lat. W 1995 i w 2000 był wybierany do Zgromadzenia Chorwackiego.
27 stycznia 2000 został ministrem robót publicznych, budownictwa i odbudowy w koalicyjnym rządzie Ivicy Račana. 30 lipca 2002 objął tożsame stanowisko w drugim gabinecie tego premiera, które zajmował do 23 grudnia 2003. W czasie jego urzędowania przyspieszono prace nad budową autostrady łączącej Zagrzeb ze Splitem, opracował również jako minister program wspierania budownictwa mieszkaniowego dla młodych rodzin. Jego działalność stała się później przedmiotem parlamentarnego śledztwa wszczętego z inicjatywy deputowanych HDZ. Wykazano w jego trakcie konflikt interesów byłego ministra. Gdy Radimir Čačić kierował resortem budownictwa, ministerstwo to podpisało dwanaście kontraktów na łączną kwotę 132 mln kun z firmami powiązanymi z ministrem. Radimir Čačić odrzucał te zarzuty, twierdząc, iż nie miał już wówczas związków z tymi przedsiębiorstwami. Jego skarga na parlamentarną komisję ds. konfliktu interesów została odrzucona w kolejnych instancjach sądowych w 2007 i w 2010.
W 2003 i w 2007 ponownie uzyskiwał mandat deputowanego do parlamentu V i VI kadencji. W międzyczasie po wyborach lokalnych w 2005 objął funkcję żupana żupanii varaždinskiej. Stanowisko to zajmował przez trzy lata, kiedy to po odejściu dwóch radnych HNS został odwołany. Również w 2008 ponownie stanął na czele Chorwackiej Partii Ludowej, zastępując Vesnę Pusić.
8 stycznia 2010 spowodował na Węgrzech wypadek samochodowy, w wyniku którego śmierć poniosło dwóch pasażerów pojazdu, w który uderzył jego samochód. Radimir Čačić sam powiadomił o tym zdarzeniu funkcjonariuszy policji, przedstawiono mu zarzuty karne, został następnie zwolniony za kaucją w wymiarze 1 tys. euro.
W wyborach w 2011 ponownie został wybrany do krajowego parlamentu z ramienia zwycięskiej Koalicji Kukuriku. 23 grudnia 2011 objął urząd wicepremiera i ministra gospodarki w rządzie Zorana Milanovicia.
29 czerwca 2012 sąd pierwszej instancji na Węgrzech orzekł w procesie karnym w sprawie wypadku z 8 stycznia 2010. Uznał go za winnego i skazał na karę pozbawienia wolności z warunkowym zawieszeniem jej wykonania. 14 listopada 2012 sąd odwoławczy podwyższył karę do 1 roku i 10 miesięcy bezwzględnego pozbawienia wolności. Tego samego dnia Radimir Čačić zrezygnował z obu funkcji rządowych.
W czerwcu 2014 został zwolniony po odbyciu roku z orzeczonej kary. Wcześniej w tym samym roku wykluczono go z szeregów HNS-LD. We wrześniu 2014 stanął na czele nowego ugrupowania pod nazwą Partia Ludowa – Reformatorzy. Przed wyborami w 2015 zawarł koalicję m.in. z nową partią, którą założył były prezydent Ivo Josipović. Z ramienia tego sojuszu w wyniku głosowania z 8 listopada 2015 mandat poselski uzyskał tylko Radimir Čačić. Nie utrzymał go w wyniku wyborów w 2016. W 2017 został natomiast ponownie wybrany na urząd żupana. W 2020 z ramienia swojego ugrupowania ponownie zdobył mandat posła do Zgromadzenia Chorwackiego. Zawiesił jego wykonywanie z uwagi na niepołączalność z funkcją żupana, którą jednak utracił w wyniku wyborów lokalnych w 2021.